# Поместье сурикатов
«Поместье сурикатов» (англ. Meerkat Manor) — британский телевизионный документальный фильм, снятый Oxford Scientific Films, премьера которого состоялась в сентябре 2005 года.

## Описание
Первоначально транслировавшаяся на канале Animal Planet International в течение четырёх сезонов до её отмены в августе 2008 года, программа возродилась в 2021 году под названием «Поместье сурикатов: Расцвет династии» в некоторых странах. Используя традиционные кадры документального фильма о животных вместе с закадровым повествованием, сериал рассказывает историю сурикатов — одного из более чем дюжины семейств сурикатов в пустыне Калахари, изучаемых в рамках проекта «Сурикаты Калахари» — долгосрочного полевого исследования экологических причин и эволюционных последствий коллективистской природы сурикатов. Проект расположен в заповеднике реки Куруман в Северо-Капской провинции ЮАР, недалеко от границы с Ботсваной. Оригинальную программу озвучивал Билл Найи, для показа в Австралии его озвучивал Майк Голдман, для показа в Америке — Шон Эстин. В четвёртом сезоне, получившем подзаголовок «Следующее поколение», Стокард Чэннинг заменила Эстина в качестве рассказчика в американском дубляже. В 2021 году Найи можно было услышать в качестве рассказчика в новом сезоне «Поместья сурикатов», когда он транслировался в Соединенных Штатах на канале BBC America и на канале Channel 5 в Соединённом Королевстве, что стало первым случаем, когда на обоих телевизионных рынках в программе использовался один и тот же закадровый голос.
Премьера сериала «Поместье сурикатов» состоялась в Великобритании 12 сентября 2005 года, а первые 13 эпизодов завершились 24 октября 2005 года. После успеха программы в Соединённом Королевстве Animal Planet начала транслировать её на своих национальных каналах в Австралии, Канаде и США. С тех пор её ретранслировали в более чем 160 странах. Четвёртый и последний сезон Animal Planet первоначально транслировался в Соединённых Штатах с 6 июня 2008 года  по 22 августа 2008 года. В августе 2009 года стало известно, что Animal Planet закрыла программу. В 2021 году Поместье сурикатов вернулось на британские телеэкраны с новым сериалом, который на экране имел субтитры « Восход династии» (поскольку Channel 5 публиковал программу просто как «Поместье сурикатов»). 13-серийный сериал снова был озвучен Найи и транслировался на канале Channel 5 каждый будний день в 18:30, обычно с участием викторины Eggheads, а последний эпизод вышел в среду 15 декабря 2021 года. Сериал «Восход династии» был снят Oxford Scientific Films (права на него принадлежат BBC America) и повествовал о трёх стаях сурикатов, которым были даны названия «Усы», «Акуна Матата» и «Убунту».
Хотя шоу подверглось критике со стороны зрителей за то, что не вмешались, когда сурикат был ранен и находился под угрозой смерти, «Поместье сурикатов» имело значительный успех и стало лучшим сериалом Animal Planet в октябре 2007 года как на кабельном канале, так и через его сервис видео по запросу. Экспериментальный формат шоу открыл новые горизонты в технологиях документальной съёмки о животных и предоставил зрителям долгосрочный, близкий взгляд на жизнь звёзд-сурикатов, разрушив традиционную стену между зрителем и объектом, которая существует в большинстве документальных фильмов. «Поместье сурикатов» было номинировано на три премии «Эмми» : две в 2007 году и одну в 2008 году. Он завоевал награды на премии Omni Awards 2006, а также на премиях New York Festivals TV Broadcasting Awards 2006 и 2007 годов. Первые три серии были выпущены на DVD как в Регионе 1, так и в Регионе 2. В 2007 году в Великобритании вышла книга под названием «Поместье сурикатов — история Цветка Калахари», в которой подробно описывается жизнь Флауэр и Усатика до начала съемок сериала. Телевизионный фильм «Поместье сурикатов: Начало истории», рассказывающий о рождении Флауэр и её становлении матриархом Усатых, вышел в эфир на канале Animal Planet 25 мая 2008 года. Театральный фотореалистично-анимационный художественный фильм, основанный на сериале, находится в разработке в Warner Bros. Pictures Animation по состоянию на апрель 2024 года.